# Список керівників держав 1435 року
Список керівників держав 1435 року — це перелік правителів країн світу 1435 року.
Список керівників держав 1434 року — 1435 рік — Список керівників держав 1436 року — Список керівників держав за роками

## Європа
- Англія
  - Король Англії — Генріх VI (1422—1461)
- Балканський півострів
  - Візантійська імперія — Іоанн VIII Палеолог (1425—1448)
  - Айнос — Паламеде Гаттілузіо (1409—1455)
  - Герцогство Архіпелагу — Джакомо II (1433—1447)
  - Афінське герцогство — Антоніо I Аччаюолі (1395/1402-1435)
  - Дукаджині (князівство) — володіння кількох братів
  - Боснійське королівство — король Твртко II (1421—1442)
  - Епірський деспотат — Карло II Токко (1429—1448)
  - Зета (держава) — Джурадж Бранкович (1427—1456)
  - Кастріоті (князівство) — Гьон Кастріоті (1407—1437)
  - Пфальцграфство Кефалонії та Закінфу — Карло II Токко (1429—1448)
  - Кіпрське королівство — Іоанн II (1432—1458)
  - Берат (князівство) — Теодор Короне Музака (між 1389 і 1450)
  - Лесбос — архонт Доріно I Гаттілузіо (1428—1455)
  - Морейський деспотат — Феодор II Палеолог (1407—1443)
  - Герцогство Святого Сави — правитель Стефан Вукчич Косача (1435—1449)
  - Сербський деспотат — Джурадж Бранкович (1427—1456)
- Балтія
  - Велике князівство Литовське — Сигізмунд Кейстутович (1432—1440)
  - Дерптське єпископство — Дитріх IV Реслер (1413—1441)
  - Езель-Вікське єпископство — Йоганн I Шутте (1432—1438)
  - Курляндське єпископство — Йоганн ІІІ Тіргарт (1425—1456)
  - Лівонський орден — ландмейстер — Франк фон Кірскорф (1434—1435); Генріх фон Бьокефьорде (1435—1437)
  - Ризьке архієпископство — Геннінг Шарпенберг (1424—1448)
  - Держава Тевтонського ордену — великий магістр Пауль фон Русдорф (1422—1441)
- Білорусь
  - Кобринське князівство — Семен Романович (1416—1455)
- Князь Новгородський — Юрій Лугвенович (1432—1440; з перервами)
- Трапезундська імперія — Іоанн IV (1429—1459)
- Ірландія
  - Айргіалла — Бріан мак Ардгайл (1416—1442)
  - Десмонд — Домналл ан Дана Мак Карті (1428—1469)
  - Тір Еогайн — Еоган мак Нейлл Ог (1432—1455)
  - Томонд — король Тадг ан Ґлеморе О'Бріан (1426—1438)
- Італія
  - Венеційська республіка — дож Франческо Фоскарі (1423—1457)
  - Графство Гвасталла — Гвідо Тореллі (1428—1449)
  - Мантуанське герцогство — маркіз Джанфранческо I Гонзага (1433—1444)
  - Міланське герцогство — Філіпо Марія Вісконті (1412—1447)
  - Мірандола (герцогство) (Ducato della Mirandola) — Джованні I Піко (1399—1432/1451)
  - Маркграфство Монферрат — Джан Джакомо (1418—1445)
  - Неаполітанське королівство — Джованна II (1414—1435)
  - Салуццо (маркграфство) — Лодовіко I (1416—1475)
  - Сардинське королівство — Альфонсо V (1416—1458)
  - Королівство Сицилія — Альфонсо V (1416—1458)
  - Князівство Таранто — Джованні Антоніо Орсіні дель Бальцо (1420—1463)
  - Принц-єпископство Тренто — Олександр Мазовецький (1423—1444)
  - Урбіно (герцогство) — Гвідантоніо та Монтефельтро (1404—1443)
  - Феррарська сеньйорія — Нікколо III д'Есте (1393—1441)
  - Маркграфство Фінале — Галеотто I дель Карретто (1412—1450)
- Кавказ
  - Грузинське царство — Олександр I (1412—1442)
  - Гурійське князівство — Маміа I Гуріелі (1430—1450)
  - Самцхе-Саатабаго — Іване II Джакелі (1391—1444)
    - Арагві (еріставство) — Шанше I (1430—1440)
- Німеччина
  - Герцогство Австрія — Фрідріх IV (1412—1439)
  - Князівство Ангальт — Ангальт-Бернбург — Бернгард VI (1420—1468); Ангальт-Цербст (князівство) — Георг I (1423? — 1474); Ангальт-Дессау — Георг I (1417—1474; з двома братами); Ангальт-Кетен — Адольф I (1423—1473)
  - Ансбах (князівство) — Йоганн III (бургграф Нюрнберга) (1398—1440)
  - Баварсько-Інгольштадтське герцогство — Людвіг Бородатий (1413—1443)
  - Баварсько-Мюнхенське герцогство — Вільгельм III (1397—1435); Адольф (1435—1441)
  - Баденське маркграфство — Якоб I (1431—1453)
  - Байройт (князівство) — Фрідріх I (1420—1440)
  - Берг (герцогство) — Адольф (герцог Юліха і Берга) (1408—1437)
  - Берхтесгаден (пробство) — Йоганн ІІ Праун (1432—1446)
  - Маркграфство Бранденбург — курфюрст Фрідріх I (1415—1440)
  - Герцогство Брауншвейг-Люнебург — Оттон IV (1434—1446)
  - Принц-єпископство Бріксен — Ульріх Путч (1427—1437)
  - Вадуц (графство) — Вольфгарт I (1416—1456)
  - Верле (сеньйорія) — Вільгельм (1425—1436)
  - Графство Вюртемберг — граф — Людвіг I (1419—1442)
  - Вюрцбург (принц-єпископство) — Йоганн II фон Брунн (1411—1440)
  - Гессен (ландграфство) — Людвіг I (1413—1458)
  - Геттінген (князівство) — Оттон II (1394—1463)
  - Принц-єпископство Гільдесгайм — Магнус Саксен-Лауенбурзький (1424—1453)
  - Гольштейн-Піннеберг — Отто II (1426—1464)
  - Гоя (графство) (Grafschaft Hoya) — Гойя-Гойя — Отто V (1428—1451); Гойя-Ніенбург — Йоганн V (1426—1466)
  - Архієпископ Зальцбургу — Йоганн фон Райсберг (1429—1441)
  - Зіммерн-Цвайбрюккен — пфальцграф Стефан (1410—1459)
  - Каммін (єпископство) — Зігфрід II (1424—1446)
  - Герцогство Каринтія — Фрідріх III (1424—1493)
  - Кельнське курфюрство — Дітріх II фон Мерс (1414—1463)
  - Кенігсегг (Königsegg) — Ульріх IV (? — 1444)
  - Клеве (герцогство) — Адольф I (герцог Клеве) (1394—1417 — як граф; як герцог — 1417—1448)
  - Констанц (князівство-єпископство) — Фрідріх III (1434—1436)
  - Курпфальц — Людвіг III (1410—1436)
  - Ландсгут-Баварське герцогство — Генріх XVI (1393—1450)
  - Ліппе-Детмольд — Бернард VII (1429—1511)
  - Любекське князівство-єпископство — Йоганнес Шеле (1420—1439)
  - Люнебург (князівство) — Фрідріх І (1434—1441)
  - Архієпископ Майнца Дітріх Шенк фон Ербах (1434—1459)
  - Марк (графство) — Адольф I (герцог Клеве) (1398—1448)
  - Мекленбург-Шверін — Генріх IV (1422—1477)
  - Мекленбург-Штаргард — Генріх Худий (1423—1466)
  - Нассау-Саарбрюккен — граф Йоганн II (1429—1472)
  - Графство Ольденбург — Дітріх (1420/1423-1440)
  - Падерборнське князівство-єпископство — Дітріх III фон Моєрс (1415—1463)
  - Герцогство Померанія — Слупське князівство — Богуслав IX (1418—1446); князь Поморсько-Вольгастський Вартислав ІХ (1405—1451)
  - Равенсберг (графство) — Адольф (герцог Юліха і Берга) (1408—1437)
  - графство Рітберг — Конрад V (1428—1472)
  - Саксен-Лауенбург — Еріх V (1411/1412—1435); Бернгард II (1435—1463)
  - граф Тиролю — Фрідріх IV (1406—1439)
  - Фельденц (графство) — Фрідріх III (1396—1444)
  - Хахберг-Заузенберг — Вільгельм (1428—1441)
  - Герцогство Штирія — Фрідріх III (1424—1493)
  - Юліх-Берг — герцог Адольф (1423—1437)
- Піренейський півострів
  - Королівство Арагон — Альфонсо V (1416—1458)
  - Королівство Португалія — король Дуарте (1433—1438)
  - Королівство Наварра — Бланка I (1425—1441)
  - Гранадський емірат — Мухаммад IX аль-Айсар (14312—1445)
- Польща — Владислав III Варненчик (1434—1444)
  - Бжезьке князівство — Людвік II Бжезький (1400—1436)
  - Варшавське князівство (середньовічне) — Болеслав IV Варшавський (1429—1454)
  - Глоговецько-Прудницьке князівство — Болько V Гусита (1420—1460)
  - Глубчицьке князівство — Вацлав II Опавський (1533? — 1445/1449)
  - Герцогство Заган — Ян I Жаганський (1403—1439)
  - Зембицьке князівство — Євфимія Зембицька (1435—1443)
  - Козленське князівство — Конрад VII Білий (1427—1450)
  - Любінське князівство — Людвік III Олавський (1431—1441)
  - Немодлінське князівство — Бернард Немодлінський (1400—1450)
  - Олесницьке князівство — Конрад V Кацький (14227-1439)
  - Опавське князівство — Ернест Опавський (1433—1453) і ще 5 братів
  - Освенцімське князівство — Вацлав I Заторський (1434—1445; з 2 братами)
  - Сцинавське князівство — до 1442 — володіння 4 братів
  - Легницьке князівство — Людвік II Бжегський (1413—1436)
  - Опольське князівство — Болеслав III Опольський (1401? — 1437)
  - Померанія-Щецін — Йоахім Молодший (1434—1451)
  - Тешинське герцогство — до 1442 — володіння 4 братів
  - Севезьке князівство — до 1442 — володіння 4 братів
  - Хойнувське князівство — Людвік III Олавський (1431—1441)
  - Черське князівство — Болеслав IV Варшавський (1429—1454)
- Білозерське князівство — Михайло Андрійович (1432–1485)
- Велике князівство Московське — Василь II Темний (1425—1462)
- Ростовське князівство — Іван Андрійович (1409—1437)
- Велике князівство Рязанське — Іван Федорович (1429? — 1457)
- Стародубське князівство (Північно-Східна Русь) — Федір Федорович (кінець I чверті XV ст. — кінець 40-х рр. XV ст.)
- Велике князівство Тверське — Борис Олександрович (1425—1461)
- Углицьке князівство — князь-московський намісник Дмитро Юрійович Красний (1433 — 1441)
- Булгарський улус — Алі-бай (між 1420 і 1438)
- Холмське князівство (уділ Тверського) — Дмитро Юрійович (1410—1454/1456)
- Ярославське князівство — Олександр Федорович Брюхатий (1434—1463)
- Румунія; Молдова
  - Волощина — господар Олександр I Алдя (1431—1436)
  - Молдавське князівство — Штефан II (1433—1435); Ілля I (1435—1436)
- Скандинавія
  - королева Данії — Ерік Померанський (1412—1439)
  - Королева Норвегії Ерік Померанський (1412—1442)
  - Швеція — Ерік Померанський (1412—1439)
- Угорське князівство — король Сигізмунд Люксембург (1387—1437)
- Україна —
  - Намісник Київський — Михайло Семенович Друцький-Болобан (1433—1435); Свидригайло Ольгердович (1435—1443)
  - Белзьке князівство — Казимир II Белзький (1434—1442)
  - Дубровицьке князівство — Гольшанський Юрій Семенович (1430—1440)
  - Сіверське князівство — до початку 1450-х невідомо
  - Кримський улус — Улуг-Мухаммед (1434—1435); Кічі-Мухаммед (1435—1437)
  - Список консулів Генуезької Ґазарії — Баттіста Фернарі (1434—1438)
  - Феодоро — Іоанн (1434—1444/1446)
- Королівство Франція — Карл VII Звитяжний (1422—1461)
  - Герцогство Аквітанія — Маргарита Бургундська (1415—1442)
  - пфальцграф Бургундії — Філіпп III (1419—1467)
  - Герцогство Бар — Рене I Анжуйський (1430—1480)
  - Брабант (герцогство) — Філіпп III (1430—1467)
  - Графство Булонь — Марія Овернська (1424—1437)
  - Бретонське герцогство — Жан VI (1399—1442)
  - Бурбон (герцогство) — Карл I (1434—1456)
  - Гельдерн (графство) — Арнольд Егмонт (1423—1465)
  - Голландія — Філіпп III (1433—1467)
  - Ено (графство) — Філіпп III (1432—1467)
  - Графство Ла Марш — Жак II (1393—1435);
  - Люксембург (герцогство) — Єлизавета фон Герліц (1411—1451); Елеонора (1435—1463)
  - Льєзьке єпископство — Йоганн VIII фон Гайнсберг (1419—1455)
  - Мен (графство) — Карл IV дю Мен (1434—1472)
  - Монбельяр (графство) — Генрієтта де Монфокон (1397—1444)
  - Монако — Каталан (1427? — 1457)
  - Оранж (князівство) — Луї II де Шалон-Арле (1417—1463)
  - Савойське герцогство — Людовик I (1434—1465)
  - Фландрія — Філіпп II (1419—1467)
  - Графство Фуа — Жан I де Фуа (1412—1436)
- Король Богемії (Чехія) — Сигізмунд Люксембург (1419—1437)
- Шотландія
  - Король Шотландії — Яків I (1406—1437)
- Святий Престол; Папська держава — папа римський — Євгеній IV (1431—1447)
- Вселенський патріарх — Йосип II (1416—1439)

## Азія
- Візантійська імперія — Іоанн VIII Палеолог (1425—1448)
- Трапезундська імперія — Іоанн IV (1429—1459)
- Близький Схід
  - Мамелюцький султанат — Барсбей аль-Ашраф (1422—1438)
  - Алайє (бейлик) (Alâiye Beyliği) — Караман (1424—1446)
  - Дулкадір (бейлик) — Насір ад-Дін Мехмед-бей (1398/1399-1442)
  - Кандар (династія) — Ісфендіяр-бей (1385—1440)
  - Рамазаногуллари — Мехмед I (1427—1435); Ейлюк-Бей (1435—1439)
  - Караманіди — Тадж ед-Дін Ібрагім (1424—1463)
  - Османська імперія — Мурад II (1421—1444)
  - Джабридський емірат — Заміл ібн Хусейн (1417—1463)
  - Шаріфат Мекки — Баракат I (1425? — 1455)
  - Емірат Хасанкейф (Emirate of Hasankeyf) — аль-Каміль Абу аль-Махамід Халіл (1433—1452)
- Персія; Середня Азія
  - Ак-Коюнлу — Кара Осман (1389—1435); Алі ібн Кара-Осман (1435—1458)
  - Кара-Коюнлу — Кара Іскандер (1420—1436)
  - Держава Ширваншахів — Халілулла I (1417—1465)
  - володар Кабула, Кандагару і Газні володар Кабула, Кандагару, Газні, Балху і Тохаристану Султан-Масуд Мірза (1426—1439)
  - Ханство Абулхаїра — Абулхайр-хан (1428—1469)
- Расуліди — аз-Захір Ях'я (1428—1439)
- Індія і Шрі-Ланка
  - Ахом — Супхакпхаа (1422—1439)
  - Бахмані — Ахмад-шах I Бахмані (1422—1436)
  - Бенгальський султанат — Шамс ад-дін Ахмад-шах (1433—1435/1436); Насір ад-дін Махмуд-шах (1435/1436-1459)
  - Віджаянагарська імперія — Деварая II Сангама (1423—1446)
  - Гаджапатське царство — Капілендра Дева (1434–1467)
  - Гархвал (держава) — Віджай Пал (1426—1437)
  - Гуджаратський султанат — Ахмед-шах I (1411—1442)
  - Делійський султанат — Сайїд Мухаммед-шах (1434—1445)
  - Джайпур (князівство) — Удха Рао (1424—1453)
  - Джайсалмер (князівство) — Лахман Сінгх (1402—1436)
  - Джаунпурський султанат — Ібрагім-шах Шаркі (1402—1440)
  - Джодхпур (князівство) — Рао Ранмал (1428—1438)
  - Кашмірський султанат — Зайн аль-Абідін (1420—1470)
  - Майсур (князівство) — Чамараджа Водеяр I (1423—1459)
  - Малавський султанат — Хошанг Шах (1406? — 1435); Газні Хан Мухаммед (1435—1436)
  - Династія Малла — Джаяякш'ямалла (1428—1482)
  - Мевар (князівство) — Кумбха (1433—1468)
  - Мустанг (королівство) — Аме Пал (1380—1440)
  - Хандеський султанат — Насір-хан Фарукі (1399—1437)
  - Джафна (держава) — Гунавіра Цінкаярян (1410—1440)
  - Котте (королівство) — Паракрамабаху VI (1412—1467)
  - Династія Редді — Вірабхадра Редді (1423—1448)
  - Династія Самма — внутрішня боротьба до середини 15 століття
- Індонезія; Південно-Східна Азія
  - Аюттхая (королівство) — Боромморачатхірат II (1424—1448)
  - Брунейська імперія — Сулейман (1432—1485)
  - Гантаваді — Бінья Ран I (1424—1446)
  - Династія Ле — Ле Тхай-тонг (1433—1442)
  - Ланна (держава) — Самфангкен (1401—1441)
  - Лансанг — Кхаї Буа Бан (1433—1436)
  - Пагаруюнг — Віджаяварман (1417—1440)
  - Маджапагіт — Сухіта (1429—1447)
  - Муанг Мао — Сонганпа (1413—1442)
  - Могн'їн (князівство) — Хсо Нган Хпа (1430—1442)
  - Ава (М'янма) — Могньїнтадо (1426—1439)
  - Малаккський султанат — Мухаммед-Шах (1424—1444)
  - М'яу-У — Мінхаї (1433—1459)
  - Чампа — Індраварман VI (1400—1441)
  - Сукхотай (королівство) — Бороммапан (1419—1438)
  - Сунда — Ніскала Васту Канчана (Niskala Wastu Kancana; між 1371 і 1475)
  - Кедах (султанат) — Атаулла Мухаммад Шах I (1423—1473)
  - Пасай — Зайн ал-Абідін II (1428—1438)
  - Тернатський султанат — султан Мархум (1432—1486)
- Кхмерська імперія — Понхеа Ят (1421—1463)
- Накхонситхаммарат (держава) — Махарачаданай (? — 1452)
- Китай; Монголія
  - Золота Орда — Кічі-Мухаммед (1432—1440)
  - Тибет — десі (регент-володар) Дракпа Джунне (1432—1445)
  - Династія Мін — Чжу Чжанцзі (1425—1435); Чжу Цічжень (1435—1449)
  - Династія Північна Юань — Адай-хан (1425—1438)
- Окінава; Королівство Рюкю — Сьо Хасі (1429—1439)
- Корея
  - Чосон — Седжон (1418—1450)
- Середня Азія і Сибір
  - Дербен-Ойрат — Тогон-тайши (1416—1438)
  - Мавераннахр — Шахрух Мірза (1409—1447)
  - Марашіян — Шамс ад-Дін Мухаммед (1433—1452)
  - Міхрабаніди — Шамс ад-Дін Алі ібн Кутб ад-Дін (1419—1438/1439)
  - Тюменське ханство — Абулхайр-хан (1429—1468)
- Японія — Імператор Ґо-Ханадзоно (1428—1464)

## Африка
- Адал — Бадлай ібн Са'ад ад-Дін (1433—1445)
- Бамум (держава) — мфон Нгупу (1418—1461)
- Борну — Ібраїм II (1432—1440)
- Буганда — Тембо (1405—1435); Кіггала (1435—1465)
- Варсангалі (султанат) — гараад Сіциїд II (1430—1450)
- Імперія Волоф — Тюкулі Н'Діклам (1420—1440)
- Імператор Ефіопії — Зара Якоб (1434—1468)
- Заяніди — Абу Аббас Ахмад I (1431—1462)
- Кілва (султанат) — Сулейман ібн Мухаммад (1421—1442)
- Королівство Конго — Нанґа (1420—1435); Нлаза (1435—1450)
- Імперія Малі — Манса Муса III (1400—1440)
- Мариніди — Абд аль-Хакк II (1420—1465)
- Мономотапа — мвене-мутапа Н'ятсімба Мутота (1430—1450)
- Нрі — Езе Нрі Омалонесо (1390—1464)
- Мамелюцький султанат — Барсбей аль-Ашраф (1422—1438)
- Хафсіди — Мухаммад IV аль-Мунтасир (1434—1435); Абу Умар Усман I (1435—1488)

## Південна Америка
- Королівство Куско — Віракоча Інка (1410—1438)
- Тескоко (держава) — Несауалькойотль (1418—1472; з перервами)

## Північна Америка
- Маяпанська ліга — Кокоми; Ітам К'амбуль Коком (1431—1441)
- Імперія Пурепеча — Хіріпан (1420—1435); Тангасуан І (1435—1455)
- Теночтітлан — тлатоані Ацтекський потрійний союз — Іцкоатль (1428—1440)
- Тлакопан — Тотоквіхуастлі I (1427—1440)
- Тлателолько — Куаутлатоуацін (1428—1460)